# Domän (språk)
En språklig domän är ett användningsområde av ett språk. När man anpassar sitt språk efter mottagare och situation till exempel användning av ett språk i skolan eller på jobbet och ett annat hemma. 
Ordet används ofta inom språksociologin. 
När all kommunikation inom ett visst ämnesområde sker på ett främmande språk (oftast engelska) och första språket förlorar sin användbarhet inom en viss domän, pratar man om domänförluster.